# Reichsbürgerrörelsen

Ofta används den tidigare tyska riksflaggan av rörelsen. Den nuvarande förbundsrepublikens flagga avvisas mestadels.

Reichsbürgerrörelsen, Reichsbürgerbewegung, är en samlingsbeteckning för en i Tyskland organisatoriskt och ideologiskt mycket heterogen rörelse av mestadels individer, mer sällan (och då delvis sektliknande) små grupper. Gemensamt för alla är att man på olika sätt anser Förbundsrepubliken Tyskland vara en illegitim stat och att man inte erkänner Tysklands rättssystem. De ideologier som representeras av Reichsbürgerrörelsen inkluderar ofta, men inte alltid, frågor som motstånd mot demokrati, förespråkande av en tysk monarki, en revisionistisk historiesyn, esoterism, new age, förintelseförnekelse, antisemitism eller högerextrema åsikter. De förkastar ofta ett öppet och pluralistiskt samhälle, vägrar att betala bland annat skatt och böter och följer inte domstols- eller administrativa beslut. De liknar på detta sätt Sovereign citizen-rörelsen som främst finns i USA.

## Bakgrund
De "klassiska" förespråkarna anser att det Tyska riket aldrig upphört att existera utan att dess landgränser antingen är i enlighet med 1945 års eller 1937 års gränsdragning. Man anser att landet i detta sammanhang företräds av en kommissarische Reichsregierung (KRR) eller någon liknande ledning, vars befogenheter erkänns av de ofta sinsemellan konkurrerande grupperna. Till rörelsen räknas också de så kallade självförvaltarna. De senare blev allt vanligare under 2010-talet och hävdar sig kunna lämna Förbundsrepubliken Tyskland och dess lagstiftning genom ensidiga deklarationer. De hänvisar dock inte nödvändigtvis till det tyska rikets existens och behöver heller inte ha högerextrema åsikter.
Myndigheterna refererar till hela rörelsen med samlingsnamnet Reichsbürger und Selbstverwalter.
Rörelsens förespråkare refererar ofta till sig själva som "Reichsbürger" (riksmedborgare), "Reichsregierung" (riksregering), "Selbstverwalter" (självförvaltare) eller "Natürliche Personen" (ung. fria människor). Externa observatörer kallar ofta rörelsen för "Reichsbürger-Szene" (riksmedborgarrörelsen) eller "Anhänger der "Reichsideologie" (anhängare av riksideologin), ofta förkortat som "Reichsideologen" (riksideologer).
Reichsbürger-rörelsen uppkom under 1980-talet och har växt kraftigt från 2010. Fler enskilda än tidigare har också visat sig vara beredda att ta till våld. Bundesamt für Verfassungsschutz (BfV), en av Tysklands underrättelsetjänster, beräknar att över 20 000 personer på olika sätt är del av rörelsen, varav ett tusental även förekommer i högerextrema kretsar (per 15 juni 2021). BfV, lokala säkerhetsmyndigheter (Landesbehörde für Verfassungsschutz) och Bundeskriminalamt uppskattade 2018 att över 10 500 brott mellan 2015 och mitten av 2017 begåtts av personer i Reichsbürger-rörelsen.
Den 7 december 2022 greps 25 medlemmar ur rörelsen i det största polistillslaget någonsin i Tyskland mot extremister, där minst 3000 poliser deltog, då dessa misstänks för att ha planerat en statskupp. Bland de gripna var Heinrich XIII Prins Reuss och tidigare förbundsdagsmedlemmen Birgit Malsack-Winkemann.
I maj 2025 gjordes ytterligare ett tillslag mot sätet av det påstådda Königreich Deutschland (Kungarike Tyskland) i delstaten Sachsen. Vid insatsen arresterades den förmodade ledaren av rörelsen som kallar sig Kung Peter I.